# Гидроксибензотриазол
1-Гидроксибензотриазол (HOBT, HOBt) — органическое соединение, производное бензотриазола. Находит широкое применение в синтезе пептидов и олигонуклеотидов.

## Получение
Гидроксибензотриазол можно получить по реакции 2-хлорнитробензола с гидразином в горячем этаноле. Полученный продукт затем осаждают соляной кислотой. В большом количестве гидроксибензотриазол можно получить из того же субстрата, но при кипячении в гептаноле-1 в присутствии избытка гидразина.

## Очистка
Продажный гидроксибензотриазол содержит 12-17 % кристаллизационной воды и представляет собой белые кристаллы. Если он начинает обесцвечиваться, его необходимо очищать. Стандартный способ предусматривает перекристаллизацию из воды или водного этанола.

## Применение
Основной областью применения гидроксибензотриазола является синтез пептидов. В частности, он используется на стадии сшивки аминокислотных блоков, выполняя роль добавки в комбинации с 1,3-дициклогексилкарбодиимидом. Хотя реакцию конденсации можно проводить и просто под действием карбодиимдного реагента, гидроксибензотриазол увеличивает скорость реакции и снижает эпимеризацию хиральных центров в продукте. Считается, что конденсация аминокислот протекает через промежуточное образование сложного эфира кислоты с гидроксибензотриазолом, который затем реагирует с амином, давая новую пептидную связь. Также гидроксибензотриазол использовали в твердофазном синтезе пептидов.
Гидроксибензотриазол может также включаться в состав производных реагентов для пептидного синтеза, например, BOP и HBTU.

## Меры предосторожности
Вещество необходимо хранить в тёмном месте, не допускать его контакта с сильными кислотами, окислителями и восстановителями. При нагревании выше 180 °С соединение быстро разлагается с выделением теплоты.